# Buta (film)
Buta è un film d'animazione del 2012 diretto da Kazuhide Tomonaga.
Pellicola giapponese prodotta dallo studio Telecom Animation Film per il progetto Anime Mirai.
L'anime si inserisce nelle lista di titoli appositamente animati grazie ai fondi dell'Agenzia per gli Affari Culturali del governo giapponese e che prevedono di essere impiegati per l'allenamento di giovani animatori.

## Trama
Per il suo compleanno, un giovane cucciolo di volpe riceve in regalo dal padre il tesoro di famiglia: un'antica mappa del tesoro. Tuttavia il giorno stesso il temibile pirata gorilla Torafugu sferra il suo attacco e si impadronisce del prezioso regalo, rapendo anche il rampollo della famiglia.
Da poco reclutato tra i pirati vi è Buta, un maiale rōnin, vero maestro nel combattimento che, avvicinato dalla piccola volpe, viene suo malgrado coinvolto nella fuga del giovane.
La volpe, per guadagnarsi le simpatie e i servigi del mercenario, gli promette grandi ricompense una volta riaccompagnatolo a casa; il maiale decide di seguirlo.
Sebbene iniziata come una relazione di lavoro, Buta finisce per affezionarsi al ragazzo e quando questi - a seguito di un litigio - fugge per finire di nuovo nelle grinfie di Torafugu, il ronin decide di sua iniziativa di salvarlo.
Aiutato anche da una banda di ladri rivale del gorilla, capitanata dalla bellissima e sensuale Guppi, Buta salva la piccola volpe e recupera il tesoro di famiglia, affrontando il pirata, i suoi sgherri e persino un robottone mecha ante litteram.
Assieme al volpacchiotto, il mercenario riprende infine il suo viaggio.

## Personaggi
Buta ( ブタ ?  Maiale)
Doppiato da Masaki Terasoma
 Kitsune ( キツネ ?  Volpe)
Doppiato da Miyuki Sawashiro
 Torafugu ( トラフグ ?)
Doppiato da Shunsuke Sakuya
 Guppi ( グッピー ?)
Doppiata da Satsuki Yukino
Fuorilegge ricercata che aiuta Buta a salvare Kitsune.